# Gianluca Ferrero
Gianluca Ferrero (sinh năm 1963) là doanh nhân người Ý. Ông hiện đang là chủ tịch của câu lạc bộ Juventus kể từ ngày 18 tháng 1 năm 2023 cho đến nay.

## Đời tư
Sinh ra tại Turin năm 1963, Ferrero tốt nghiệp ngành Kinh tế học kinh doanh tại Đại học Turin vào năm 1988 với điểm số cao nhất. ông đăng ký ngành kế toán viên công chứng, năm 1995, ông đăng ký ngành kiểm toán viên theo luật định. Vào tháng 11 năm 2022, Exor, công ty cổ đông lớn nhất của Juventus, đã bổ nhiệm Ferrero làm chủ tịch của bianconeri từ ngày 18 tháng 1 năm 2023.